# Dondersia festiva
Dondersia festiva is een Solenogastressoort uit de familie van de Dondersiidae. De wetenschappelijke naam van de soort is voor het eerst geldig gepubliceerd in 1888 door Hubrecht.